# Куракино (Нижегородская область)
 Куракино  — опустевшая деревня в Шарангском районе Нижегородской области в составе Большерудкинского сельсовета.

## География
Расположена на расстоянии примерно 8 км на восток-северо-восток по прямой от районного центра посёлка Шаранга.

## История
Известна с 1873 года как починок Куракинской, где было дворов 6 и жителей 61, в 1905 (Куракин) 19 и 129, в 1926 (уже деревня Курагино или Куракин) 26 и 176, в 1950 (Куракино) 32 и 129.

## Население
Постоянное население составляло 4 человека (русские 100 %) в 2002 году, 0 в 2010.